# I Do
«I Do» (с англ. — «Я делаю») — песня американской хип-хоп исполнительницы и автора песен Карди Би записанная при участии американской певицы SZA. Она была выпущена 6 апреля 2018 года на лейбле Atlantic в составе дебютного студийного альбома Карди Би Invasion of Privacy (2018).

## Восприятие
Песня получила восторженные отзывы от музыкальных критиков. Крис Ричардс из The Washington Post назвал строчки «Мои маленькие 15 минут длятся чертовски долго, а?» «победной речью», а песню «грандиозным финалом альбома». Ройзин О’Коннор из The Independent прокомментировала: «У Карди Би особая интонация, так красиво передающая её личность. Она использует свою сексуальность как оружие и уверена в себе настолько, насколько это возможно, когда читает строчки: „Киска такая хорошая, что я выкрикиваю своё имя во время секса“».
Entertainment Weekly поставили песню на 10-е место среди лучших женских дуэтов за период 1998—2018 годов. Paste включили «I Do» в свой список топ-20 лучших песен 2018 года, отдав ей пятнадцатую строчку.

## Живые выступления
Карди Би и SZA впервые исполнили песню в живую на второй неделе фестиваля Коачелла. 4 марта 2023 года в рамках одного из концертов тура Сизы в поддержку её второго студийного альбома SOS, Карди Би присоединилась к певице для исполнения своего куплета.

## Чарты
| Чарты (2018)                          | Высшая позиция |
| ------------------------------------- | -------------- |
| Канада (Billboard Canadian Hot 100)   | 38             |
| Ирландия (IRMA)                       | 81             |
| США (Billboard Hot 100)               | 23             |
| США (Billboard Hot R&B/Hip-Hop Songs) | 16             |

## Сертификации
| Регион                                                                      | Сертификация  | Продажи   |
| --------------------------------------------------------------------------- | ------------- | --------- |
| Великобритания (BPI)                                                        | Серебряный    | 200 000   |
| США (RIAA)                                                                  | 2× Платиновый | 2 000 000 |
| Данные о продажах + прослушиваниях приведены только на основе сертификации. |               |           |